# Juja (Kenia)
Juja ist eine Stadt im Kiambu County in Kenia. Die Stadt liegt in der Nähe von Nairobi und ist Teil ihrer Metropolregion. Die Stadt liegt etwa 30 Kilometer nördlich von Nairobi zwischen den Städten Thika und Ruiru. Juja hat eine Einwohnerzahl von 156.041 Einwohnern (Volkszählung von 2019) und verzeichnet ein rasantes Bevölkerungswachstum. Der Name Juja geht auf eine von einem Briten gegründete Farm zurück.

## Einwohnerentwicklung
Die folgende Übersicht zeigt die Einwohnerzahlen nach dem jeweiligen Gebietsstand.
| Jahr | Einwohner |
| ---- | --------- |
| 1999 | 6.009     |
| 2009 | 40.183    |
| 2019 | 156.041   |

## Bildung
In Juja befindet sich die Jomo Kenyatta University of Agriculture and Technology, welche 1981 als Mittelstufen-College gegründet wurde.